# David Casteu
David Casteu (ur. 8 kwietnia 1974 w Nicei) – francuski motocyklista rajdowy specjalizujący się w rajdach terenowych. Od 2006 roku członek zespołu KTM.

## Kariera i osiągnięcia
- 1997 – Wicemistrzostwo Enduro w klasie B
- 1998 – Wicemistrzostwo Enduro w klasie A
- 2003 – Debiut w Rajdzie Dakar
- 2003 – 1. miejsce w Rajdzie Tunezji (450 cm³)
- 2005 – 3. miejsca kolejno w Rajdach Maroka, Faraonów i UAE Desert Challenge (2. miejsce w PŚ FIM)
- 2008 – Wygrana The Central Europe Rally